# Jenner Institute
Jenner Institute er et britisk forskningsinstitut tilknyttet Nuffield Department of Medicine ved University of Oxford. Instituttet er opkaldt efter den britiske immunolog Edward Jenner, en pioner inden for vaccination og som medvirkede ved udviklingen af vaccinen mod kopper.
Jenner Institute blev grundlagt i 2005 i partnerskab mellem University of Oxford og Institute for Animal Health (efter 2012 som 'The Pirbright Institute').
Jenner Institute ledes 2020 af Adrian Hill. Instituttet udvikler vacciner og udfører kliniske tests for sygdomme som malaria, tuberkulose, HIV og COVID-19.
- Statue af Edward Jenner ved indgangen til Jenner Institute